# Dorian Electra
Dorian Electra (anglès: Dorian Electra Fridkin Gomberg)  (Houston, 25 de juny de 1992) és cantant i compositori d'origen nord-americà. Electra és una persona de gènere fluid, coneguda per la seva moda inconformista, l'estètica queer i el so pop experimental. El seu àlbum d'estudi debut, Flamboyant , es va publicar el 2019, seguit del seu segon àlbum d'estudi, My Agenda , el 2020. Van llançar el seu tercer àlbum d'estudi, Fanfare, el 2023. Electra en anglès fa servir els pronoms they/them (en català, tot i no haver arribat a un consens formal, s'ha proposat el neologisme «elli» com a equivalent al they anglès i seria la forma per referir-se a Dorian Electra). Flamboyant, l'àlbum debut de Dorian Electra, va ser llançat el 17 de juliol de 2019, i el seu segon àlbum, My Agenda, va arribar al mercat el 16 d'octubre de 2020.

## Carrera

### Estudis previs
A quart de primària, Dorian Electra va assistir a classes de teatre. Als catorze anys va començar a emprar la narració digital per l'escola, escrivint cançons, fent vídeos per a informes de llibres i, finalment, projectes de recerca al Shimer College, a Chicago.
Es va graduar a School of the Woods, un institut de Montessori, Houston. Va assistir a la universitat Shimer College,[1] una escola de Literatura, a Chicago, per a estudiar Història i Filosofia de la Ciència, de 2010 a 2014.

### Carrera musical
Dorian Electra va cridar l'atenció per primera vegada en 2010, amb el vídeo musical «I'm in Love with Friedrich Hayek» on s'elogia la filosofia de l'economista austríac Friedrich Hayek, i el qual va obtenir comentaris del professor de teoria, Steven Horwitz. Però, el mateix any, Electra va qüestionar-se i va trobar diferències amb el llibertarisme, una ideologia que seguia arrel de la influència d'un dels seus mestres d'anys enrere. Volia canviar la ment dels llibertaris en favor de qüestions com el feminisme, però va considerar que seria un esforç inútil. Però, l'experiència va permetre que reflexionés sobre el poder de la cultura en la ideologia i com, al mateix temps, la ideologia influencia la cultura, animant-li a fer servir la música per intentar "expandir les ments".
Va continuar creant cançons i experimentant amb la música i va arribar a crear una websèrie on interpretava el personatge Don Bogman, un venedor de cotxes grotesc que va anar perfeccionant. Al mateix temps que publicava la websèrie, treballava de stripper a prop de l'aeroport de Chicago i de vegades aprofitava per parlar del seu personatge als clients, que alguns cops l'escoltaven amb interès.
Al 2011 va publicar dos vídeos més, Roll With The Flow i We Got it 4 Cheap, produïts per Mainstream Political Media.
Un any després, al 2012, va entrar a la companyia productora Emergent Order. Llavors va produir un nou vídeo pop, basat també en l'economia, Fa$t Ca$h, amb el suport de Moving Picture Institute i un premi de part seva.
Al setembre del 2012, Electra va publicar un altre vídeo musical, Party Milk, el qual Electra va descriure com «un intent de fusionar els simbolisme de les festes amb alguna cosa que la gent mai associaria, però que coneix en altres contextos».
Al 2013 va participar de «Daydream», un vídeo musical i cançó del grup Magicks.
Al juliol del 2014, va publicar un vídeo musical anomenat What Mary Didn't Know, basat en l'experiment filosòfic de Frank Jackson del mateix nom (1986). A l'agost del mateix any, Electra va treure el seu primer àlbum (encara que no oficial), titulat Econ Songs. Va comptar amb quatre cançons originals i dos remixes:
1. «I'm in Love with Friedrich Hayek»
2. «Roll With The Flow Lyrics»
3. «We Got It 4 Cheap»
4. «Fa$t Ca$h»
5. «Fa$t Ca$h» (Wolf Bush Remix)
6. «Fa$t Ca$h» (Objacktivist Remix)

Al 2015 va publicar el vídeo Forever Young: A Love Song to Ray Kurzweil, un homenatge al futurista Ray Kurzweil.
Al 2016 va publicar un nou vídeo musical titulat Sensual (ft.David Chalmers & Bava Brinkman) per a Consciousness Central, una sèrie anual de programes de la conferència The Science of Consciousness.
Juntament amb el vídeo, Dorian Electra & The Electrodes van publicar un altre àlbum no oficial titulat Magical Consciousness-Conference. Aquest àlbum és una compilació de deu pistes de diversos dels treballs anteriors d'Electra, juntament amb tres remixes.
Aquest àlbum va comptar amb set temes originals « 1) What Mary Didn't Know, 2) Time's Real, 3) Mind Body Problem, 4) Chinese Room 5) Brain In a Vat 6) Forever Young 7) Sensual « i tres remixes de Sensual. » 8) Sensual (Romanç Remix) 9) Sensual (Gloom's Remix) 10) Sensual (Wolf Bush Remix)»
El mateix any, Electra va mostrar «Clitopia» a Refinery29. Explica la història del clítoris, des de la Grècia Antiga fins a la Modernitat, amb models en 3D. Durant una entrevista, Electra va dir que ho va fer per a «naturalitzar la paraula clítoris, i ajudar a tornar-ho un tema de consciència popular». Al juny del 2016, Electra va presentar el vídeo musical «Mind Body Problem» amb Bullett Media, cançó que parla sobre «la feminitat com una actuació, quan ser "dona" se sent com posar-se una disfressa que sembla no desprendre's de la roba».
Electra va continuar la seva sèrie de vídeos amb Refinery29 sobre el feminisme interseccional i històries queers, amb «The History of Vibrators» (2016), «Dark History of High Heels» (2016), «2000 Years of Drag» (2016), i «Control» (2017).
Aquests vídeos se centren en les qüestions feministes i queers interseccionals, col·laborant amb més artistes, com Imp Queen, London Jade, The Vixen, Lucy Stool, Eva Young, Zuri Marley, K Rizz i Chynna.
En 2017, Electra va publicar el senzill Jackpot a través d'una publicació de Grindr, una cançó que «aborda la fluïdesa de gènere, però d'una manera més subtil i menys explícitament educativa». Més tard, aquell mateix any, Electra va col·laborar a la cançó de Charli XCX Femmebot amb Mykki Blanco en el mixtape Pop 2.
Al 2018, Electra va publicar tres noves cançons: Career Boy, VIP i Man to Man. El mateix any també va participar de Out Of My Head (remix) de A.G.Cook amb Mykki Blanco, Tommy Cash i Hannah Diamond. Més tard, al desembre, va col·laborar amb Ravenna Golden per a la cançó Open My Eyes.
Al 2019, Electra va alliberar «2 Fast», la seva primera col·laboració amb els seus seguidors. I va publicar el seu àlbum debut, titulat Flamboyant, al costat dels seus vídeos musicals Daddy Like i, més tard, Adam & Steve. El mateix any, a l'agost, es va embarcar en el Flamboyant: Chapter I Tour, que va durar fins a novembre del 2019. Després va iniciar la segona etapa, Flamboyant: Chapter II, a principis del 2020. No obstant això, al març del mateix any, la resta de les dates de la gira es van ajornar a causa de la COVID-19.
En 2020, Electra va presentar Thirsty (For Love), una altra col·laboració amb seguidors, publicant també el vídeo musical per a «Guyliner». En el mateix any, va col·laborar amb el duo de música experimental 100 Gecs en el remix de la seva cançó gec 2 Ü llançant també un vídeo musical per la peça. Al maig, va publicar Sorry Bro (I Love You), i al juliol va llançar Give Great Thanks. Tres setmanes més tard, va presentar Gentleman i M'Lady, dos nous singles amb un vídeo conjunt.
El 21 de setembre de 2020 Electra va anunciar el seu segon àlbum d'estudi My Agenda, col·laborant amb Rebecca Black, Faris Badwan, Pussy Riot, Village People i Dylan Brady entre d'altres. El 15 de setembre, Electra va llançar My Agenda, cançó títol de l'àlbum. El projecte sencer es va llançar el 16 d'octubre de 2020 i es descriu com l'exploració de la «crisi de la masculinitat».
Després de participar en el vídeo musical per a Edgelord, Rebecca Black va celebrar el 10è aniversari del seu sorprenent èxit viral Friday amb un nou remix d'aquest, en el qual va col·laborar al costat d'Electra, Big Freedia, i 3OH!3 al febrer del 2021.
El 25 de febrer, Pussy Riot va publicar TOXIC al costat de Electra i amb la producció de Dylan Brady, membre del duo 100 gecs. «El single reflexiona sobre la importància de la cura personal, valorar la seva salut mental i mantenir-se allunyat de les relacions que els enverinen», va comentar Nadya. A l'abril, Electra va presentar 1 Pill 2 Pill, en col·laboració per a Mutants Vol. 4: LOVE. Més tard, en el mateix mes, va participar del remix per a Loveline, cançó original de Zolita, al costat de Petal Supply. Setmanes més endavant, Electra va presentar el vídeo musical per a Ram It Down i una cançó en col·laboració amb Club Cringe per a Cringe Compilation #2, À.
A l'agost del 2021, Electra va revelar que My Agenda (Deluxe) sortiria el 5 de novembre del mateix any, amb noves cançons i nous remixes de les cançons originals. També va informar que al 2022 faria un tour mundial per Amèrica del Nord, part d'Europa i part d'Àsia amb ''My Agenda 2022 TOUR''.

## Vida personal
El pare de Electra és Paul Gomberg, conegut com el «Rockstar Realtor» a Houston. La seva mare és Paula Fridkin, una artista plàstica i dissenyadora de pastissos. Tots dos van separar-se quan Dorian Electra va fer cinc anys i, quan va fer-ne vuit, va descobrir que la seva mare era lesbiana, fet que va obrir-li els ulls a que hi havia altres opcions més enllà de l'heterosexualitat.
Electra té un diagnòstic de trastorn per dèficit d'atenció amb hiperactivitat. Segueix un estil de vida vegetarià. Pertany al judaisme ètnicament, no per religió.

## Discografia

### Àlbums

#### Àlbums d'estudi
| Títol      | Detalls d'àlbum                                                                                             |
| ---------- | --- |
| Flamboyant | - Alliberat: 17 de juliol de 2019 - Etiqueta: Self-released - Formats: Descàrrega Digital, Streaming, Vinil |
| My Agenda  | - Alliberat: 16 d'octubre de 2020 - Etiqueta: Self-released - Formats: LP, Descàrrega Digital, Streaming    |

### Àlbum Instrumental
| Títol                             | Detalls d'àlbum                                                              |
| --------------------------------- | ---------------------------------------------------------------------------- |
| Flamboyant Deluxe (Instrumentals) | - Publicat: 1 de maig de 2020 - Etiqueta: Self-released - Formats: Streaming |

| Títol                    | Detalls d'àlbum                                                               |
| ------------------------ | ----------------------------------------------------------------------------- |
| Flamboyant ~ Voice Memos | - Publicat: 14 de maig de 2020 - Etiqueta: Self-released - Formats: Streaming |

### Vídeos Musicals
|                          | Año  | Álbum              |
| ------------------------ | ---- | ------------------ |
| "Clitopia"               | 2016 | singles            |
| "Mind Body Problem"      | 2016 | singles            |
| "Vibrator"               | 2016 | singles            |
| "High Heels"             | 2016 | singles            |
| "Drag"                   | 2016 | singles            |
| "Jackpot"                | 2017 | singles            |
| "Control"                | 2017 | singles            |
| "VIP"                    | 2018 | singles            |
| "Career Boy"             | 2018 | Flamboyant         |
| "Man To Man"             | 2018 | Flamboyant         |
| "2 Fast"                 | 2019 | senzill            |
| "Flamboyant"             | 2019 | Flamboyant         |
| "Daddy Like"             | 2019 | Flamboyant         |
| "Adam & Steve"           | 2019 | Flamboyant         |
| "Thirsty (For Love)"     | 2020 | senzill            |
| "Guyliner"               | 2020 | Flamboyant         |
| "Sorry Bro (I Love You)" | 2020 | My Agenda          |
| "Give Great Thanks"      | 2020 | My Agenda          |
| "Gentleman"              | 2020 | My Agenda          |
| "M'Lady"                 | 2020 | My Agenda          |
| "Edgelord"               | 2020 | My Agenda          |
| ''F The World''          | 2020 | My Agenda          |
| ''Ram It Down''          | 2021 | My Agenda          |
| ''M'Lady (Remix)''       | 2021 | My Agenda (Deluxe) |

#### Col·laboracions
| Título                                                                                     | Año  | Álbum                        |
| ------------------------------------------------------------------------------------------ | ---- | ---------------------------- |
| "Femmebot" (Charli XCX, ft. Mykki Blanco & Dorian Electra)                                 | 2017 | Pop 2                        |
| ''Out Of My Head'' (A.G. Cook, Mykkie Blanco, Dorian Electra, Tommy Cash & Hannah Diamond) | 2017 | Pop 2                        |
| "Open My Eyes" (Ravenna Golden ft. Dorian Electra)                                         | 2018 | Sencillo - Open My Eyes      |
| "Gec 2 Ü (Remix)"(100 Gecs ft. Dorian Electra)                                             | 2020 | 100 Gecs & The Tree of Clues |
| "Teenage Dirtbag" (Sega Bodega ft. Dorian Electra)                                         | 2020 | Restablishing Connection     |
| ''BDOTY'' (Dorian Electra & Laura Les)                                                     | 2020 | Salmonation                  |
| ''Friday (Remix)'' (Rebecca Black ft. Dorian Electra, Big Freedia & 3OH!3)                 | 2021 | Friday (Remix)               |
| ''Toxic'' (Pussy Riot ft. Dorian Electra & Dylan Brady)                                    | 2021 | Toxic                        |
| ''Loveline Remix'' (Zolita ft. Dorian Electra & Petal Supply)                              | 2021 | Loveline Remix               |
| "Lady Gaga - Replay (Dorian Electra Remix)"                                                |      | Dawn of Chromatica           |

#### Singles promocionals
| Títol                                                        | Any  |           | Àlbum     |
| ------------------------------------------------------------ | ---- | --------- | --------- |
| "Control" (feat. Zuri Marley, Chynna, K Rizz, & London Jade) | 2017 | (Singles) | (Singles) |
| "2 Fast"                                                     | 2019 | (Singles) | (Singles) |
| "Thirsty (For Love)"                                         | 2020 | (Singles) | (Singles) |
| ''1 Pill 2 Pill''                                            | 2021 | (Singles) | (Singles) |
| ''My Wife's Boyfriend''                                      | 2021 | (Singles) | (Singles) |

## Covers
- "Teenage Dirtbag" - Sega Celler ft. Dorian Electra - (Wheatus) (2020)
- "Shape of You" (Ed Sheeran) (2021)
- "Positions" (Ariana Gran) (2021)
- "Happy" (Pharrell Williams cover) (feat. 645AR) (2021)

## Vídeos musicals
- Vídeos:
  - «I'm in Love with Friedrich Hayek» (2010)[49]
  - «Roll with the Flow» (2011)
  - «We Got It 4 Cheap» (2011)
  - «Party Milk» (2012)
  - «Fast Ca$h» (2012)
  - «Forever Young: A Love Song To Ray Kurzweil» (2015)
  - «Sensual» (2016)
  - «What Mary Didn't Know» (2016)
  - «Ode to the Clitoris» (2016)
  - «Mind Bodi Problem» (2016)[50]
  - «The History of Vibrators» (2016)[51]
  - «Dark History of High Heels» (2016)[52]
  - «2000 Years of Drag» (2016)[53]
  - «Control» (2017)[54]
  - «Jackpot» (2017)[55]
  - «Career Boy» (2018)
  - «V.I.P.» (2018)
  - «Man to Man» (2018)
  - «Flamboyant» (2019)
  - «Daddy Like» (2019)[56]
  - «Adam & Steve» (2019)
  - «Guyliner» (2020)
  - «Sorry Bro (I love You)» (2020)
  - «Give Great Thanks» (2020)
  - «Gentleman / M'Lady» (2020)
  - «Edgelord» (2020)
  - "F the World" (2020)
  - ''Friday (Remix)'' (2021) - Col·laboració amb Rebecca Black[57]
  - ''Toxic'' (2021) - Col·laboració amb Pussy Riot[58]
  - ''Ram It Down'' (2021)
  - ''M'Lady'' (Remix) (2021)